# Strassenbahn Rolle–Gimel
| Place de l'Union in Gimel-les-Bains mit Ce 2/2 Nr. 1 um 1922 |                                                 |                                |                        |
| |                                                 |                                |                        |
| Streckenlänge: | 10,546 km                                       |                                |                        |
| Spurweite: | 1000 mm (Meterspur)                             |                                |                        |
| Stromsystem: | 650 V =                                         |                                |                        |
| Maximale Neigung: | 84 ‰                                            |                                |                        |
| Minimaler Radius: | 20 m                                            |                                |                        |
| Streckengeschwindigkeit: | 18 km/h                                         |                                |                        |
| |                                                 |                                |                        |
| Betreiber: | Société du chemin de fer électrique Rolle–Gimel |                                |                        |
| Eröffnung: | 12. August 1898                                 |                                |                        |
| Stilllegung: | 30. September 1938                              |                                |                        |
| \| \| 0.0 \| Rolle-Port \| 377 m ü. M. \| \| \| 1.1 \| Rolle-Gare (CFF) SBB nach Genf \| 394 m ü. M. \| \| \| \| Rolle SBB von Lausanne \| \| \| \| \| Güterumschlag Rolle \| \| \| \| 1.5 \| Depot \| 398 m ü. M. \| \| \| \| Germagny \| 432 m ü. M. \| \| \| \| Montbenay \| \| \| \| \| Versoix-Mont \| \| \| \| 2.5 \| Mont-sur-Rolle Eglise \| 476 m ü. M. \| \| \| 2.6 \| Mont-sur-Rolle Maison de Ville \| 491 m ü. M. \| \| \| \| La Ferme \| \| \| \| \| Mont-Dessus \| \| \| \| 4.0 \| Bugnaux \| 605 m ü. M. \| \| \| 6,0 \| Granges \| 707 m ü. M. \| \| \| 6.4 \| Signal de Bougy \| 718 m ü. M. \| \| \| 7.7 \| Marais \| 707 m ü. M. \| \| \| 8.0 \| Essertines-sur-Rolle \| 698 m ü. M. \| \| \| \| Saint-Oyens \| \| \| \| 10.1 \| Gimel évitement \| 716 m ü. M. \| \| \| \| Gimel AAG nach Allaman \| \| \| \| 10.5 \| Gimel-les-Bains \| 735 m ü. M. \| |                                                 |                                |                        |
| Kopfbahnhof Streckenanfang (Strecke außer Betrieb) | 0.0                                             | Rolle-Port                     | 377 m ü. M.            |
| Haltepunkt / Haltestelle (Strecke außer Betrieb) · Strecke von links | 1.1                                             | Rolle-Gare (CFF) SBB nach Genf | 394 m ü. M.            |
| Bahnhof quer · Kreuzung geradeaus unten (Strecke geradeaus außer Betrieb) · Strecke nach rechts |                                                 | Rolle SBB von Lausanne         | Rolle SBB von Lausanne |
| Betriebs-/Güterbahnhof Streckenanfang und quer (Strecke außer Betrieb) · Abzweig geradeaus und von rechts (Strecke außer Betrieb) |                                                 | Güterumschlag Rolle            | Güterumschlag Rolle    |
| Betriebs-/Güterbahnhof Streckenanfang und quer (Strecke außer Betrieb) · Abzweig geradeaus und nach rechts (Strecke außer Betrieb) | 1.5                                             | Depot                          | 398 m ü. M.            |
| Haltepunkt / Haltestelle (Strecke außer Betrieb) |                                                 | Germagny                       | 432 m ü. M.            |
| Haltepunkt / Haltestelle (Strecke außer Betrieb) |                                                 | Montbenay                      | Montbenay              |
| Haltepunkt / Haltestelle (Strecke außer Betrieb) |                                                 | Versoix-Mont                   | Versoix-Mont           |
| Haltepunkt / Haltestelle (Strecke außer Betrieb) | 2.5                                             | Mont-sur-Rolle Eglise          | 476 m ü. M.            |
| Bahnhof (Strecke außer Betrieb) | 2.6                                             | Mont-sur-Rolle Maison de Ville | 491 m ü. M.            |
| Haltepunkt / Haltestelle (Strecke außer Betrieb) |                                                 | La Ferme                       | La Ferme               |
| Haltepunkt / Haltestelle (Strecke außer Betrieb) |                                                 | Mont-Dessus                    | Mont-Dessus            |
| Haltepunkt / Haltestelle (Strecke außer Betrieb) | 4.0                                             | Bugnaux                        | 605 m ü. M.            |
| Bahnhof (Strecke außer Betrieb) | 6,0                                             | Granges                        | 707 m ü. M.            |
| Haltepunkt / Haltestelle (Strecke außer Betrieb) | 6.4                                             | Signal de Bougy                | 718 m ü. M.            |
| Bahnhof (Strecke außer Betrieb) | 7.7                                             | Marais                         | 707 m ü. M.            |
| Bahnhof (Strecke außer Betrieb) | 8.0                                             | Essertines-sur-Rolle           | 698 m ü. M.            |
| Haltepunkt / Haltestelle (Strecke außer Betrieb) |                                                 | Saint-Oyens                    | Saint-Oyens            |
| Bahnhof (Strecke außer Betrieb) | 10.1                                            | Gimel évitement                | 716 m ü. M.            |
| Kopfbahnhof Streckenende und quer (Strecke außer Betrieb) · Strecke (außer Betrieb) |                                                 | Gimel AAG nach Allaman         | Gimel AAG nach Allaman |
| Kopfbahnhof Streckenende (Strecke außer Betrieb) | 10.5                                            | Gimel-les-Bains                | 735 m ü. M.            |

Die Überlandstrassenbahn Rolle–Gimel (RG) (französisch: Chemin de fer électrique Rolle–Gimel) war eine elektrische Strassenbahn am Nordwestufer des Genfersees im Schweizer Kanton Waadt.

## Streckenführung

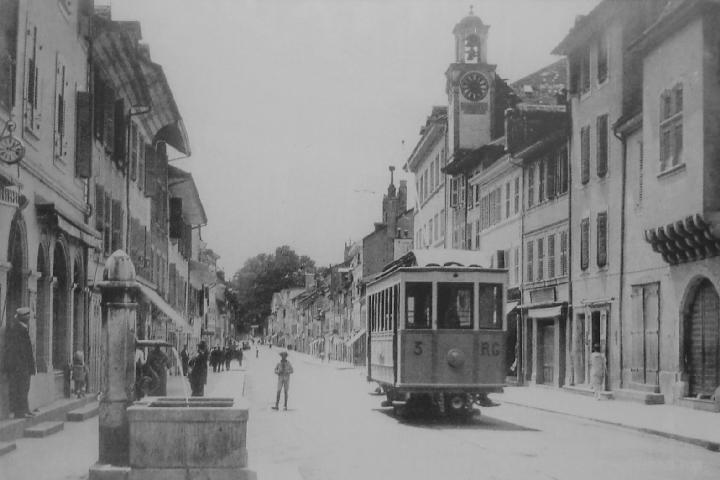
Ortsdurchfahrt Rolle mit Ce 2/2 Nr. 3 um 1930

Die bis zu 84 Promille steile Linie führte von der Schiffstation der Kleinstadt Rolle am Ufer des Genfersees über den damals etwas oberhalb des Dorfkerns gelegenen Bahnhof Rolle der SBB-Strecke Genf–Lausanne, die Rebberge des Mont-sur-Rolle hinauf und über den Aussichtspunkt Signal de Bougy mit der Freizeitanlage Park im Grünen von Migros zur Endstation am Rande der damals als Sommerfrische Gimel-les-Bains bekannten Ortschaft Gimel. Dort fand sie Anschluss an die Überlandstrassenbahn Allaman–Aubonne–Gimel (AAG), zu der allerdings keine Schienenverbindung bestand.
Im Aufstieg nach der Haltestelle Singal de Bougy existierte auf 5 Kilometer Länge eine ununterbrochene Steigung von 58 bis 69 Promille. Der minimale Radius betrug 20 Meter.

## Geschichte

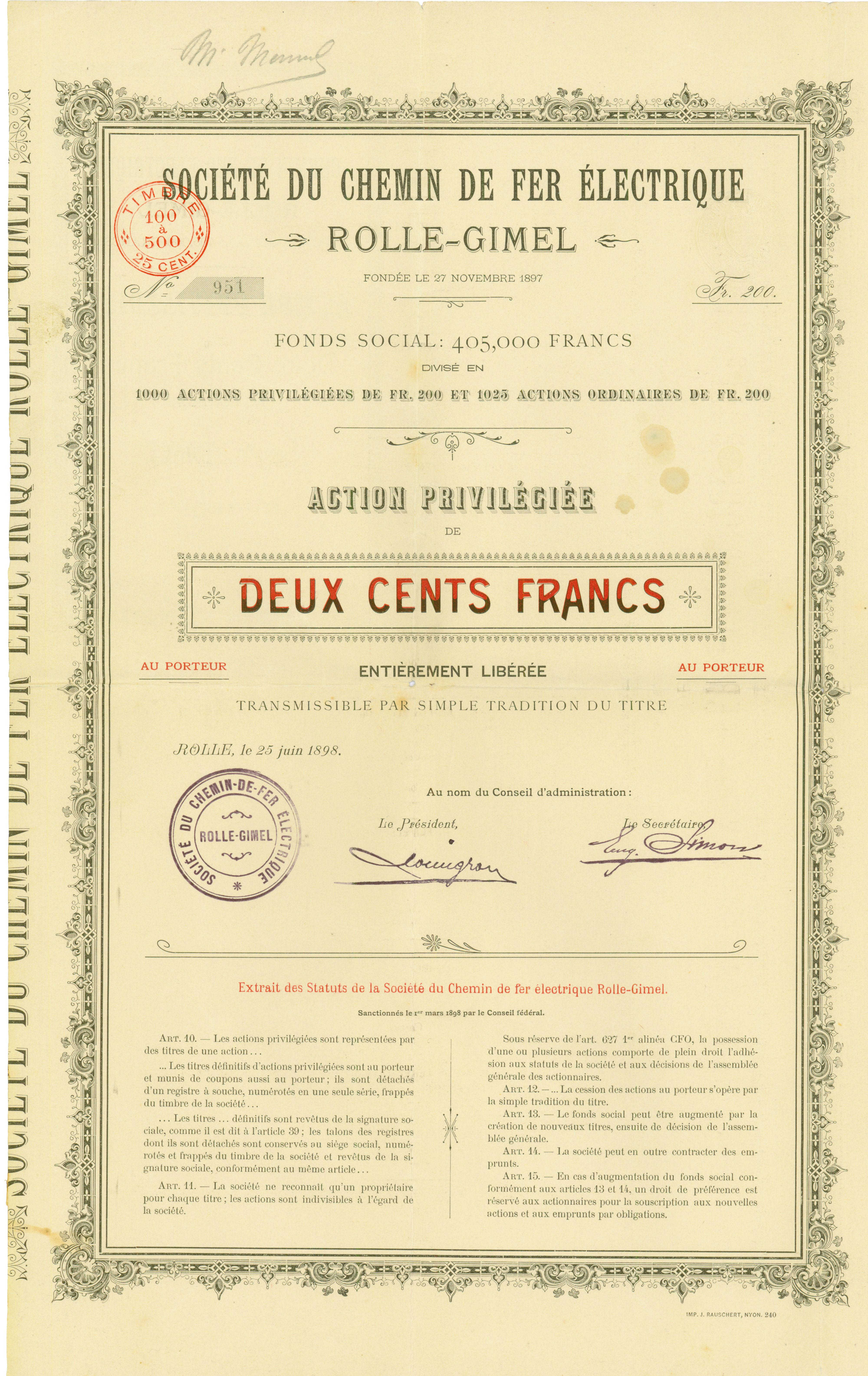
Vorzugsaktie der Société du Chemin de fer électrique Rolle–Gimel vom 25. Juni 1898

Die 10,5 Kilometer lange meterspurige Strecke wurde am 12. Oktober 1898 eröffnet, zwei Monate nachdem die Überlandstrassenbahn Allaman–Aubonne–Gimel vollendet war. Der Betrieb wurde am 30. September 1938 aus wirtschaftlichen Gründen eingestellt.

## Stromversorgung
Die Überlandstrassenbahn produzierte ihren Strom zunächst in einem eigenen Kleinkraftwerk in einem Anbau des Depotgebäudes selber. Dieses erzeugte mithilfe zweier mit Kohlegas betriebener Gasmotoren Gleichstrom mit einer Spannung von 650 Volt. Die Leistung der beiden Thury-Generatoren wurde mit 26 Kilowatt angegeben. Zusätzlich dienten Akkumulatoren als Reserve und zur Abdeckung von Leistungsspitzen. Bereits 1904 wurde ein der beiden Generatorgruppen durch eine Umformeranlage ersetzt, die durch das damals neu aufgebaute Überlandleitungsnetz der Compagnie vaudoise des forces motrices du Lac de Joux et de l'Orbe gespeist wurde. 1930 wurden die bisherigen Stromerzeugungsanlagen durch einen Quecksilberdampfgleichrichter mit 100 Kilowatt Leistung ersetzt.

## Rollmaterial

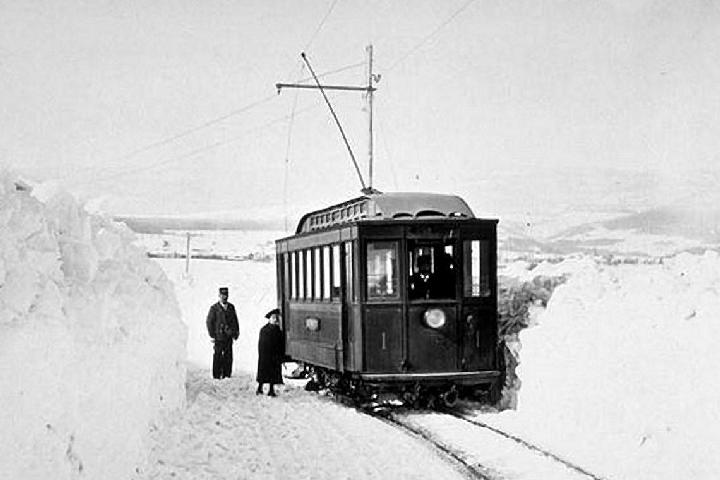
Personenmotorwagen Ce 2/2 im Winter 1901/02

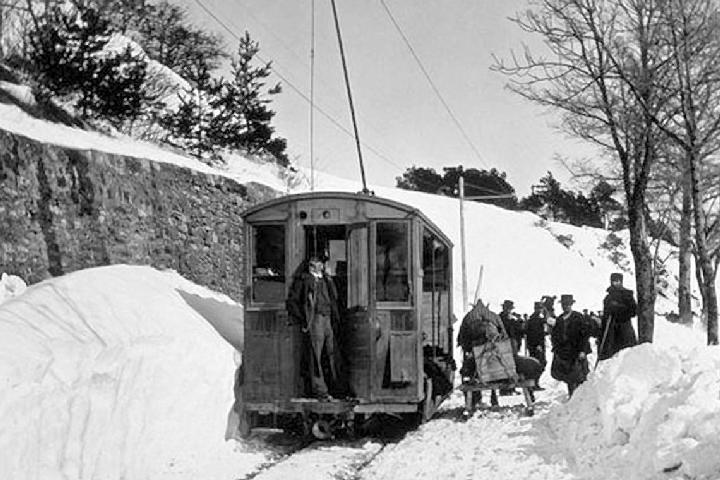
Gütermotorwagen Fe 2/2 im Winter 1901/02

Die RG verfügte über vier elektrische Motorwagen, die drei Ce 2/2 1 bis 3 dienten dem Personenverkehr und der Ke 2/2 11, später in Fe 2/2 umbenannt, dem Güterverkehr. Anhängewagen waren keine im Einsatz, hingegen konnten den Motorwagen Rollwagen für Gepäck und leichtere Güter beigegeben werden.
Die Personenmotorwagen wurden 1898 von der Schweizerischen Industrie-Gesellschaft (SIG) in Neuhausen und der Compagnie de l'Industrie Électrique (CIE), einer Vorgängergesellschaft der Société Anonyme des Ateliers de Sécheron in Genf geliefert. Sie hatten ein charakteristischen, für die Schweiz untypischen stromlinienförmigen Laternendach mit gegen beide Wagenenden hin abgerundete Ecken und besassen bereits geschlossene Plattformen.
Die Personenmotorwagen und der Gütermotorwagen waren bei der Ablieferung grün gestrichen. Erstere wurden später grau/weiss beziehungsweise hellblau/weiss umlackiert. Um welche Farbtöne es sich genau gehandelt hat, ist nicht mit Sicherheit überliefert. Es kann jedoch davon ausgegangen werden, dass das verwendete Tannengrün den damaligen Fahrzeugen der SBB bzw. deren Vorgängergesellschaft Jura-Simplon-Bahn (JS), das Grauweiss etwa jenem der Montreux-Berner-Oberland-Bahn (MOB) und das Hellblau einem bei den Tramways Lausannois (TL) verwendeten Farbton entsprochen hat.
Nach der Betriebseinstellung wurde der 1921 nach einem Unfall neu aufgebaute Motorwagen Ce 2/2 1 an die benachbarte Überlandstrassenbahn Allaman–Aubonne–Gimel abgegeben, wo er als Ce 2/2 4 noch einige Jahre im Einsatz stand. Alle übrigen Fahrzeuge wurden abgebrochen.
| Beschrieb          | Bezeichnung | Nummer  | Baujahr   | Hersteller |
| ------------------ | ----------- | ------- | --------- | ---------- |
| Personenmotorwagen | Ce 2/2      | 1 bis 3 | 1898      | SIG, CIE   |
| Gütermotorwagen    | Ke 2/2      | 11      | 1898      | SIG, CIE   |
| Niederbordwagen    | M           | 21–26   | 1898–1918 | SIG        |

Anmerkungen
1. 1 2  1908 neue elektrische Ausrütung von MFO
2. ↑  später Fe 2/2